# Seestrasse (Berlins tunnelbana)
Seestrasse är en tunnelbanestation i Berlins tunnelbana på linje U6 som ligger i stadsdelen Wedding. Den öppnade för trafik 1923 som en del i Nord-Süd-Bahn. Planerna på en linjesträckning med Seestrasse som en av stationerna började planeras redan 1902. Byggandet av linjen påbörjades i december 1912 och såg ut att vara avslutande 1917–1918 men första världskriget försenade projektet. 
1921 återupptogs byggandet och 1923 öppnade stationen. Seestrasse var då slutstation norrut. 1929 påbörjades arbetet med att förlänga linjen norrut från Seestrasse men pengabrist gjorde att projektet ställdes in. Först 1953 återupptogs planerna och i samband med detta byggdes Seestrasse-stationen om helt. Seestrasse var planerad som omstigningsstation men i slutändan valdes Leopoldplatz. 
1923 öppnades verkstaden på Seestrasse för det nya storprofilnätet.Verkstaden i anslutning till stationen är sedan 2007 både för småprofil och storprofil.